# Yasu (Shiga)
Yasu (野洲市 Yasu-shi?) es una ciudad localizada en la prefectura de Shiga, Japón. En junio de 2019 tenía una población de 50.361 habitantes y una densidad de población de 628 personas por km². Su área total es de 80,14 km².

## Geografía

### Localidades circundantes
- Prefectura de Shiga
  - Moriyama
  - Rittō
  - Konan
  - Ōmihachiman
  - Ryūō

## Demografía
Según datos del censo japonés, la población de Yasu ha aumentado en los últimos años.
| Año del censo | Población |
| ------------- | --------- |
| 1995          | 45.865    |
| 2000          | 48.326    |
| 2005          | 49.486    |
| 2010          | 49.955    |
| 2015          | 49.889    |